# ماركو كفاسينا
ماركو كفاسينا (بالألمانية: Marko Kvasina)‏ (20 ديسمبر 1996 بلينتس في النمسا - ) هو لاعب كرة قدم نمساوي في مركز الهجوم. شارك مع منتخب النمسا تحت 17 سنة لكرة القدم ومنتخب النمسا تحت 18 سنة لكرة القدم ومنتخب النمسا تحت 19 سنة لكرة القدم. أما مع النوادي، فقد لعب مع أوستريا فيينا.

## وصلات خارجية
- ماركو كفاسينا على موقع الاتحاد الأوربي (الإنجليزية)
- ماركو كفاسينا على موقع اتحاد تركيا (لاعب) (الإنجليزية)
- ماركو كفاسينا على موقع قاعدة بيانات كرة القدم.إي يو (الإنجليزية)
- ماركو كفاسينا على موقع Soccerway.com (الإنجليزية)
- ماركو كفاسينا على موقع عالم كرة القدم.نت (الإنجليزية)
- ماركو كفاسينا على موقع AS.com (الإسبانية)